# Vladimirovo (Dobritsj)
Vladimirovo (Bulgaars: Владимирово) is een dorp in de Bulgaarse gemeente Dobritsjka, oblast Dobritsj. Het dorp ligt hemelsbreed 24 km ten zuidwesten van de regionale hoofdstad Dobritsj en 354 km ten noordoosten van Sofia.

## Bevolking
Het dorp Vladimirovo heeft te kampen met een intensieve bevolkingskrimp. Tussen december 1934 en december 1946 is het inwonersaantal van 1.552 inwoners gestegen tot een maximum van 1.692 personen. Sindsdien is het inwonersaantal continu afgenomen. Eind 2020 woonden er 200 personen in het dorp.
|  |

| Etnische samenstelling van de respondenten (2011) | Etnische samenstelling van de respondenten (2011) | Etnische samenstelling van de respondenten (2011) | Etnische samenstelling van de respondenten (2011) | Etnische samenstelling van de respondenten (2011) |
| ------------------------------------------------- | ------------------------------------------------- | ------------------------------------------------- | ------------------------------------------------- | ------------------------------------------------- |
|                                                   |                                                   |                                                   |                                                   |                                                   |
| Bulgaren                                          | Bulgaren                                          |                                                   | 99,6%                                             | 99,6%                                             |
| Turken                                            | Turken                                            |                                                   | 0,0%                                              | 0,0%                                              |
| Roma                                              | Roma                                              |                                                   | 0,0%                                              | 0,0%                                              |
| Anders/Onbekend                                   | Anders/Onbekend                                   |                                                   | 0,4%                                              | 0,4%                                              |